# Der Kreidekreis

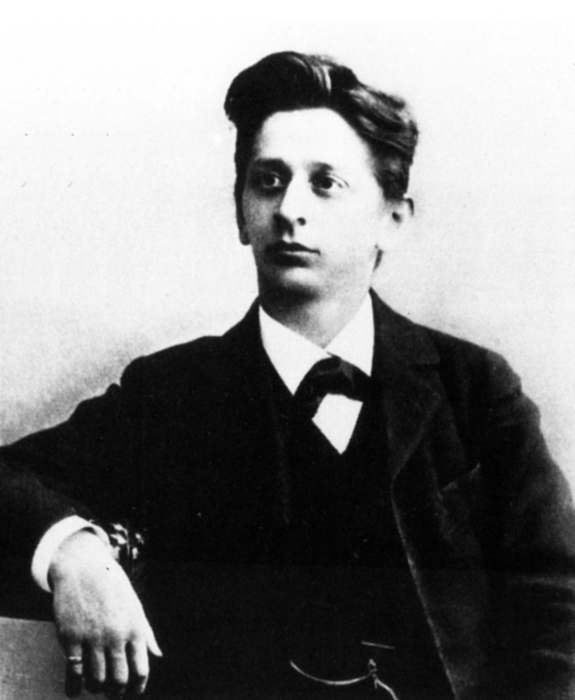
Alexander von Zemlinsky

Der Kreidekreis (Kritcirkeln) är en opera i tre akter med text och musik av Alexander von Zemlinsky. Librettot bygger på Klabunds drama med samma namn (1924).

## Historia
Klabunds drama blev en enorm succé i Berlin tack vare producenten Max Reinhardt och den skulle bli en av de mest spelade tyska pjäserna, inte minst i Bertolt Brechts version Den kaukasiska kritcirkeln 1944-45. Zemlinsky som har en förkärlek för texter med sagotema och motsättningar mellan gott och ont, gjorde om texten till ett operalibretto. Själva operan var tänkt att samtidigt ha premiär i operahusen i Berlin, Frankfurt am Main, Köln och Nürnberg våren 1933. Men efter nazisternas maktövertagande och deras nya kulturpolitik ändrades planerna snabbt. I april 1933 avskedades operacheferna i Berlin, Köln, Dresden, Frankfurt, Hamburg, Leipzig och andra städer. Premiären ägde rum den 14 oktober 1933 i Zürich, men redan året därpå sattes operan upp i Berlin där det för en tid rådde en relativt liberalare operapolitik än i andra tyska städer.

## Personer
- Tchang-Haitang, en tehusflicka, Mas andra hustru (sopran)
- Yü-Pei, Mas första hustru (mezzosopran)
- Ma, skattmas (basstämma)
- Prins Pao, en ärlig tjänsteman (tenor)
- Tschu-tschu, en ohederlig domare (bas)
- Tschao, domstolsledamot (basbaryton)
- Tong, skrivare av äktenskapslicens (basbaryton)
- Tschang-Ling, broder (baryton)
- Mrs Tschang (mezzosopran)
- Barnmorska (mezzosopran)
- En flicka (sopran)
- 2 kulis, domstolsbiträden, poliser, soldater, blomsterflickor (kör)

## Handling

### Akt I
Haitang har sålts av sin mor till ett tehus där hon ska arbeta som prostituerad. Prins Pao blir förälskad i henne men även den elake Ma (som tvingade Haitangs far att begå självmord) fattar tycke för flickan och rövar bort henne.

### Akt II
Ma har förändrats till en bättre man tack vare Haitangs kärlek och de har fått en son. Ma har lämnat sin första hustru Yü-Pei, som har börjat hata Haitang. När får reda på att Ma ämnar ändra i sitt testamente till Haitangs fördel förgiftar hon Ma och anklagar Haitang för dådet. Haitang arresteras.

### Akt III
Yü-Pei mutar domaren, säger att barnet är hennes och att Haitang har förgiftat hennes make. Haitang döms till döden men en budbärare från Peking anländer med budskap om kejsarens död. Den nye kejsaren, Pao, har upphävt dödsdomen och förklarar att han tänker göra om rättegången. Han drar en kritcirkel på golvet, placerar barnet i mitten och beordrar kvinnorna att hålla fast i vardera av barnets armar. Den riktiga modern kommer dra ut barnet ur cirkeln. Haitang släpper taget för att inte skada barnet och visar därmed att hon är barnets mor. Kejsar Pao avslöjar nu för Haitang att natten så hon såldes till Ma kröp han in i Mas hus och älskade med Haitang medan hon sov. Hon trodde detta bara var en dröm men barnet visar sig nu vara son till Haitang och kejsaren. Haitang upphöjs till kejsarinna.